# Søby (Dania Południowa)
Søby – miasto w Danii, w regionie Dania Południowa, w gminie Ærø.